# Roseira
Roseira is een gemeente in de Braziliaanse deelstaat São Paulo. De gemeente telt 9.527 inwoners (schatting 2009).

## Aangrenzende gemeenten
De gemeente grenst aan Aparecida, Lagoinha, Pindamonhangaba, Potim en Taubaté.

## Verkeer en vervoer
De plaats ligt aan de wegen BR-116, SP-060 en SP-062.

## Geboren
- José Ely de Miranda, "Zito" (1932-2015), voetballer